# Ricardo Morris
Ricardo Wayne Morris (Montego Bay, Jamaica, 2 de noviembre de 1992) es un futbolista jamaicano que juega como  mediocampista en el Mount Pleasant FC de la Liga Premier Nacional de Jamaica. Es internacional con selección de fútbol de Jamaica.

## Clubes
Morris ha jugado para los clubes de Portmore United, Tampa Bay Rowdies y Montego Bay United. 
En marzo de 2010, Morris se sometió a una cirugía cardíaca.
En 2019, Morris fue cedido a Vaasan Palloseura en Finlandia.
En 2020 regresó al Portmore United y en 2022 fue fichado por el Mount Pleasant FC.

## Selección nacional
Hizo su debut internacional con Jamaica en el 2014.

### Goles internacionales
| N.º | Fecha                   | Sede                                                        | Adversario        | Gol  | Resultado | Competencia                                           |
| --- | ----------------------- | ----------------------------------------------------------- | ----------------- | ---- | --------- | ----------------------------------------------------- |
| 1.  | 14 de octubre de 2018   | Estadio Ergilio Hato, Willemstad, Curazao                   | Bonaire           | 2 –0 | 6–0       | Clasificación de la Liga de Naciones CONCACAF 2019-20 |
| 2.  | 14 de octubre de 2018   | Estadio Ergilio Hato, Willemstad, Curazao                   | Bonaire           | 4 –0 | 6–0       | Clasificación de la Liga de Naciones CONCACAF 2019-20 |
| 3.  | 15 de noviembre de 2019 | Estadio Sir Vivian Richards, North Sound, Antigua y Barbuda | Antigua y Barbuda | 1 –0 | 2-0       | 2019-20 CONCACAF Liga de Naciones B                   |

## Logros
Ganador RSPL (2) 2017–18, 2018–19